# Zuspieler (Volleyball)
Der Zuspieler, oder umgangssprachlich auch Steller, "Verteiler", Passeur oder Ballumlenker genannt, hat im Volleyball die Aufgabe, die Angriffe der eigenen Mannschaft zu koordinieren und die Angreifer entsprechend einzusetzen. Wie der Name es sagt, ist es seine Aufgabe, den Ball den Angreifern zuzuspielen. Doch dies ist nicht die alleinige Aufgabe des Zuspielers. Ferner trifft der Zuspieler die wichtigsten Entscheidungen für den nächsten Angriff der eigenen Mannschaft, wer den Ball angreifen wird und was für ein Ball gespielt wird.

## Position

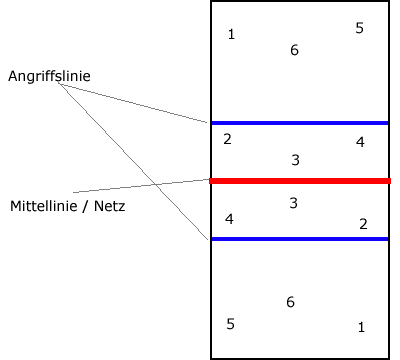
Spielerpositionen beim Volleyball

In der Regel findet das Zuspiel von der Position 2 oder 2–3 statt. Beim Läufersystem nimmt der Zuspieler diese Position immer sofort nach der eigenen Ballannahme ein, um diesen dann schnell zuspielen zu können. Es wird versucht zu verhindern, dass der Zuspieler den ersten Ball annimmt, da er sonst nicht mehr zuspielen darf und ein anderer Mitspieler für diesen Ball die Aufgabe als Zuspieler übernehmen muss. Bei der Aufschlag-Annahme wird der Zuspieler, wenn er hinten steht, in der Regel von der Annahme ausgeschlossen, muss dann aber bei der Angriff-Abwehr die Position 1 einnehmen.
In vielen Freizeit- und auch Jugendmannschaften wird standardmäßig von der Position 3 gestellt, da das komplexe Läufersystem der Mannschaft erst beigebracht werden muss und erst ab einer bestimmten Mannschaftsstärke sinnvoll ist.

## Funktion und Aufgaben
Die Hauptaufgabe des Zuspielers besteht darin, den Angriff der eigenen Mannschaft durch das Zuspiel des Balles zu einem Angreifer einzuleiten. Außerdem hat er Grundaufgaben, wie Abwehr und Aufschläge zu vollziehen.
In höherklassigen Mannschaften kann der Zuspieler fast jeden Mitspieler anspielen (ausgenommen Libero). Er kann den Ball zum Hauptangreifer (außen), zum Mittelblock (Mitte) oder zum Diagonalangreifer (überkopf) spielen. Zusätzlich hat der Zuspieler noch die Option, Spieler aus dem Hinterfeld aktiv in das Angriffsgeschehen einzubinden. Über einen sogenannten „Rückraum-Angriff“, meist über die Position 1, lässt sich somit ein überraschender Angriff von hinten durchführen. Die Angreifer müssen aber hierfür hinter der Drei-Meter-Zone abspringen.

## Taktische Möglichkeiten
Die Angriffsmöglichkeiten sind im Volleyball sehr variabel und vielzählig. Angefangen vom einfachen Ball auf den Außenangreifer auf der 4, kann man in der Mitte schnellere Bälle spielen, zum Beispiel Aufsteiger oder Schuss. Auch ein Angriff über den Diagonalangreifer ist eine oft gesehene Aktion im Profi-Volleyball. Zusätzlich  lassen sich  Angriffe auch kombinieren und Staffeln aufbauen, bei denen mehrere Angreifer gleichzeitig anlaufen und den Block somit binden, um ohne Hindernis angreifen zu können.